# DualShock
O DualShock (originalmente Dual Shock; marca registrada como DUALSHOCK ou DUAL SHOCK; com a versão de PlayStation 5 denominada DualSense) é uma linha de gamepads com feedback de vibração e controles analógicos desenvolvidos pela Sony Interactive Entertainment para a família de sistemas PlayStation. Introduzido em novembro de 1997, foi inicialmente comercializado como um periférico secundário para o PlayStation original, com versões atualizadas do console PlayStation incluindo o controlador, a Sony posteriormente eliminou o controlador que foi originalmente incluído no console, chamado de controlador PlayStation, bem como o Sony Dual Analog Controller. O DualShock é o gamepad mais vendido de todos os tempos em termos de unidades vendidas, excluindo controladores incluídos.

## DualShock
O DualShock Analog Controller (SCPH-1200) é capaz de fornecer feedback de vibração com base nas ações na tela que ocorrem no jogo (se o jogo for compatível) e fornece entrada analógica por meio de dois sticks analógicos. Seu nome deriva do uso de dois (duplos) motores de vibração (choque). Esses motores estão alojados nas alças do controlador, sendo o esquerdo maior e mais potente que o da direita, de modo a permitir níveis variados de vibração. O DualShock difere do Rumble Pak do Nintendo 64 a este respeito, pois o Rumble Pak usa apenas um único motor. O Rumble Pak usa energia da bateria para a função de vibração, mas todas as variedades com fio do DualShock usam energia fornecida pelo PlayStation. O recurso de ruído do DualShock é semelhante ao da versão japonesa do Dual Analog Controller, um recurso que foi removido logo após o lançamento desse controlador.
O DualShock, como seu antecessor, o controlador Dual Analog, possui dois manípulos analógicos. Ao contrário do controlador anterior, os manípulos analógicos do DualShock apresentam alças de borracha texturizada em vez das pontas de plástico lisas com ranhuras encontradas no controlador Dual Analog. Outras diferenças entre o Dual Analog e o DualShock incluem as alças/alças mais longas e os botões L2/R2 ligeiramente maiores. O controlador Dual Analog também possui um modo adicional acessível pressionando o botão "Analog" que fornece compatibilidade com o PlayStation Analog Joystick, que resulta na luz indicadora analógica ficando verde em vez de vermelha; esse recurso foi removido no DualShock.
O DualShock, assim como seus designs a seguir, também inclui um teclado de direção, botão Start e Select e quatro botões de face com rótulos introduzidos pela primeira vez no controle original do PlayStation usando formas geométricas simples: um triângulo verde, um círculo vermelho, uma cruz azul, e um quadrado rosa (, , , ) O designer do controlador, Teiyu Goto, pretendia que o círculo e a cruz representassem "sim" e "não", respectivamente, como comuns na cultura japonesa e, portanto, normalmente usados para "confirmar" e "cancelar" em a maioria dos jogos PlayStation, respectivamente, e colocados de forma semelhante aos botões A e B no controlador do Super Famicom que tinha funções semelhantes, enquanto o triângulo simboliza um ponto de vista e o quadrado é equiparado a uma folha de papel ali utilizada para acessar os menus. Nas versões ocidentais, as funções de círculo e cruz são frequentemente trocadas (círculo para cancelar, cruz para confirmar) ou reatribuídas a um botão diferente (cruz para confirmar, triângulo para cancelar).
O controlador DualShock é amplamente suportado; logo após seu lançamento, a maioria dos novos jogos, incluindo Crash Bandicoot: Warped, Spyro the Dragon e Tekken 3 incluem suporte para o recurso de vibração e sticks analógicos duplos, e a Capcom relançou Resident Evil: Director's Cut e Resident Evil 2 com suporte para o controlador adicionado a essas versões mais recentes. Alguns jogos projetados para a capacidade de vibração do Dual Analog, como Porsche Challenge e Crash Bandicoot 2, também funcionam. Muitos jogos aproveitam a presença de dois motores para fornecer efeitos de vibração em estéreo, incluindo Gran Turismo e a porta PlayStation de Quake II. Lançado em 1999, o sucesso do PlayStation, Ape Escape, é o primeiro jogo a exigir explicitamente controladores do tipo DualShock/Dual-Analog, com sua jogabilidade exigindo o uso de ambos os manípulos analógicos.
Em 2000, o PS one (uma versão redesenhada do PlayStation original) foi lançado com um controlador DualShock ligeiramente redesenhado (SCPH-110). Este controlador era semelhante ao primeiro, exceto com uma palavra "PSone" substituindo "PlayStation" embaixo do logotipo, uma tonalidade roxa nos botões e sticks para combinar com o esquema de cores do PSone, um conector em forma de semicírculo e vários opções de cores para o corpo.
O DualShock é compatível com o PlayStation 2, pois utilizam o mesmo conector e protocolo. No entanto, alguns jogos de PS2 que utilizam os botões analógicos do DualShock 2, como The Bouncer, não são compatíveis com o DualShock. O DualShock é totalmente compatível com a retrocompatibilidade do PlayStation 2 para jogar jogos do PlayStation.

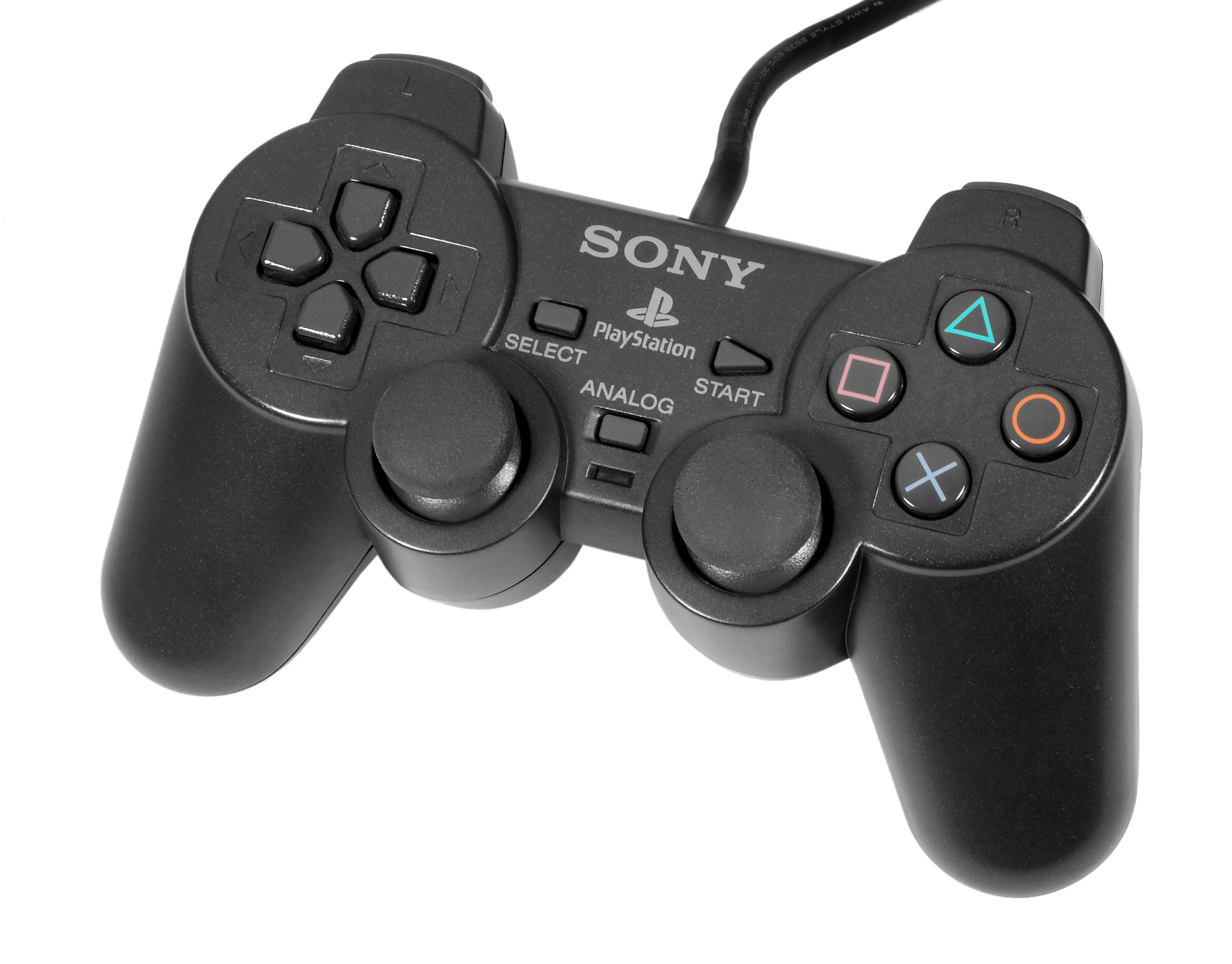
Versão Dark gray. Muito semelhante ao introduzido no PlayStation 2.

## DualShock 2
O controlador analógico DualShock 2 (SCPH-10010) incluído no lançamento do PlayStation 2 é quase idêntico externamente ao controlador analógico DualShock anterior, com algumas pequenas alterações cosméticas. Possui posicionamento de parafuso diferente e um parafuso a menos. Um logotipo DualShock 2 azul foi adicionado à parte superior do controlador, o conector é mais quadrado que o DualShock e o cabo e o conector são pretos em vez de cinza. O controlador padrão é preto (outras cores vieram depois), em vez de cinza como no DualShock original. Os manípulos analógicos também são visivelmente mais rígidos do que no DualShock original.
Internamente, o DualShock 2 era mais leve e todos os botões (exceto o modo analógico, start, select, botões L3 e R3) eram legíveis como valores analógicos (sensíveis à pressão). O DualShock 2 pode detectar 256 níveis de pressão.
O DualShock 2 foi disponibilizado em várias cores: preto, prata acetinado, branco cerâmico, cinza ardósia, transparente, azul oceano, verde esmeralda, vermelho carmesim, amarelo limão e rosa doce.
Alguns gabinetes de fliperama operados por moedas também tinham conexões que permitiam ao usuário usar os controladores DualShock ou DualShock 2. Os mais notáveis são Tekken 5 da Namco e Winning Eleven Arcade Championship 2012 da Konami.
O PlayStation original é compatível com DualShock 2. O PlayStation 3 é compatível com DualShock e DualShock 2 pelo uso de periféricos de terceiros, que conectam o controlador ao console por meio de uma porta USB. No entanto, o DualShock e o DualShock 2 não funcionarão corretamente com jogos que requerem a funcionalidade Sixaxis, como Heavy Rain.

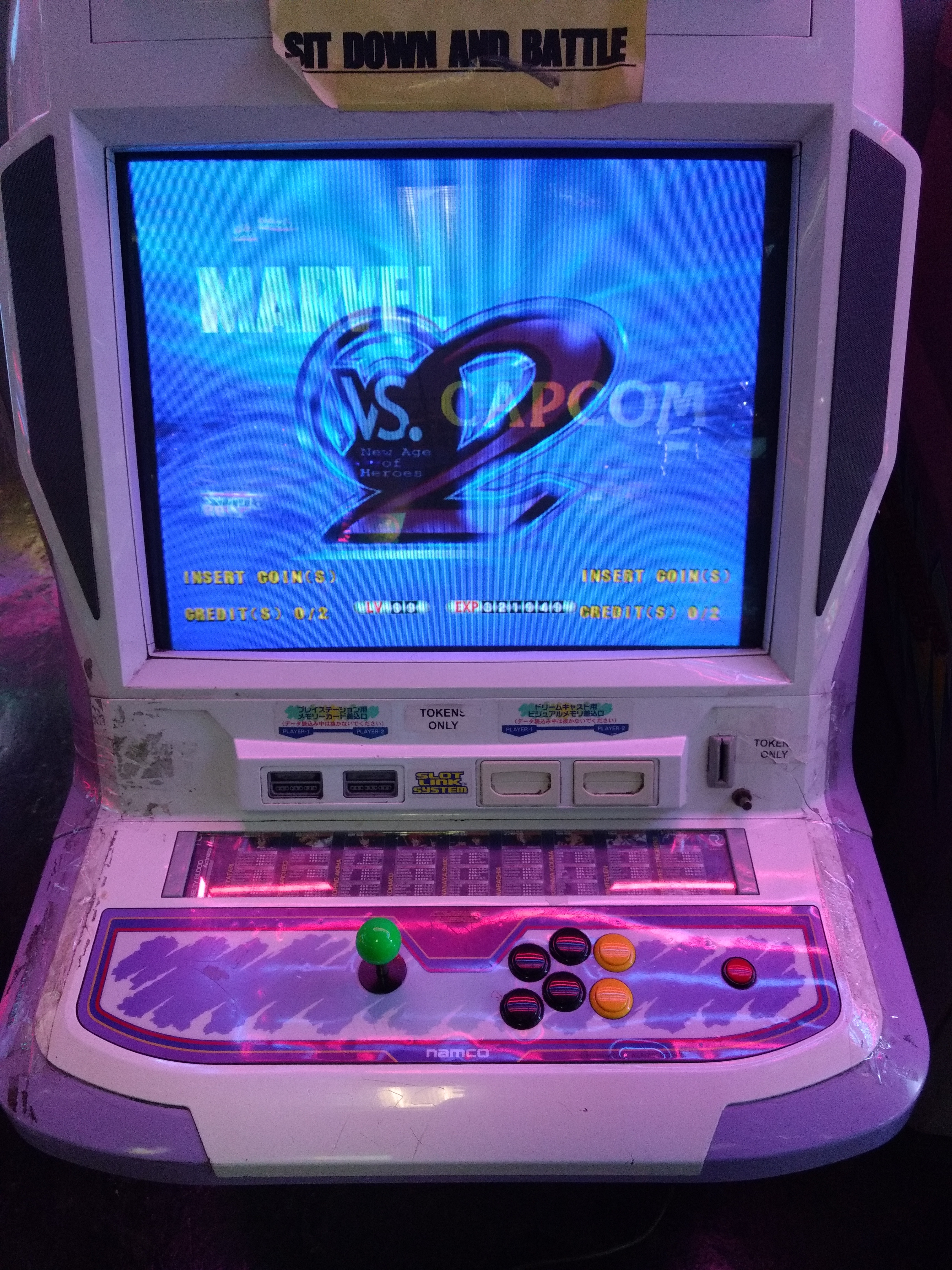
Gabinete de fliperama Namco CyberLead 2 com entradas DualShock (2) e slots de cartão de memória

## DualShock 3
Anunciado no Tokyo Game Show de 2007, o controle sem fio DualShock 3 (SCPH-98050/CECHZC2) é um gamepad para o PlayStation 3. Ele substitui o controlador sem fio Sixaxis lançado originalmente com versões anteriores do console. O DualShock 3 é quase idêntico à versão Sixaxis anterior, mas adiciona os recursos de feedback tátil encontrados no DualShock e no DualShock 2. A Sony resolveu um processo de violação de patente com a Immersion em março de 2007, após uma longa batalha legal. O acordo abriu o caminho para incorporar o recurso de "rumble" que faltava no Sixaxis. Tanto a função de vibração quanto os recursos de detecção de movimento do DualShock 3 podem ser usados simultaneamente sem que um interfira no outro. Como o Sixaxis, ele também possui uma porta USB mini-B para carregar e também pode ser usado em um PSP Go via Bluetooth, embora o controle e o PSP Go devam ser registrados usando um console PS3.
O DualShock 3 pode ser identificado por suas marcações "DualShock 3" e "Sixaxis". Ele também pesa 192 gramas (6,8 onças), 40% a mais que seu antecessor, o Sixaxis, que pesava apenas 137,1 gramas (4,84 onças).
As marcações traseiras indicam que o DualShock 3 original consome até 300 mA de corrente a 3,7 V para um consumo de energia de 1,11 W, uma ordem de aumento em relação aos 30 mA de corrente a 3,7 V (0,111 W) listados no Sixaxis. No entanto, essa corrente não é consumida constantemente e é a corrente máxima quando o rumble está ativo. Sua principal fonte de energia é uma bateria interna de íons de lítio de 3,7 V, provisoriamente capaz de armazenar 570 mAh, que fornece até 30 horas de jogos contínuos com carga total. Baterias de substituição de terceiros também estão disponíveis. Como o Sixaxis, o DualShock 3 vem com instruções sobre como remover e substituir a bateria. O DualShock 3 também pode extrair energia de um cabo USB através de um conector USB mini-B na parte superior do controlador. Isso permite que o controlador seja usado quando a bateria está fraca e também é usado para carregar a bateria. Quando conectado via USB, o controlador se comunica com o console por meio do cabo USB, em vez de Bluetooth.
Juntamente com o lançamento do modelo 'slim' PS3, a Sony lançou uma nova versão do DualShock 3 (A1) que usa 5,0 V a 500 mA enquanto conectado, mas ainda contém uma bateria de 3,7 V.[carece de fontes?] Esta revisão do DualShock 3 elimina os suportes de plástico adicionais entre os botões L1/R1 e os gatilhos L2/R2 (aumentando a rigidez do controlador), possui luzes indicadoras soldadas diretamente na placa e vem em esquemas de cores ligeiramente revisadas.[carece de fontes?]
Embora o DualShock 3 seja compatível com qualquer cabo USB mini-B padrão e muitos carregadores USB, os cabos de carregamento oficiais estão disponíveis na Sony. Estes incluem um cabo oficial, o pacote de cabos USB 2.0 e um carregador de parede, o kit de carregamento do adaptador CA. Qualquer carregador USB de terceiros usado deve atuar como um dispositivo host USB, em vez de simplesmente fornecer energia aos pinos apropriados, pois o Sixaxis e o DualShock 3 exigem um sinal de host para "acordar" e começar a carregar.
Um representante da Sony confirmou em 2 de abril de 2008 que o controlador Sixaxis original seria oficialmente descontinuado com o lançamento do DualShock 3 habilitado para feedback háptico em meados de abril de 2008. O Sixaxis não foi mais produzido depois de 2008, sendo retirado do estoque por maioria dos varejistas.

### Variações
O DualShock 3 foi produzido em várias cores: preto, prata acetinada, branco cerâmico, branco clássico, azul metálico, vermelho escuro, rosa, "verde selva" (oliva), "azul doce" (azul claro), "camuflagem urban" (camuflagem digital de três cores), "vermelho carmesim" (vermelho transparente) e "azul cósmico" (azul transparente). Nem todas as cores foram disponibilizadas em todos os mercados ou em todos os momentos.
Cores adicionais também foram disponibilizadas junto com consoles de edição limitada, incluindo gun-metal grey e "cloud black" (cinza escuro).
Um controlador DualShock 3 com tema de beisebol de edição limitada foi lançado em 8 de março de 2011 para coincidir com o lançamento de MLB 11: The Show. Outra cor, "Metallic Gold", tornou-se disponível em junho de 2012 como uma edição limitada na Europa, enquanto na América do Norte é vendida exclusivamente na GameStop a partir de outubro de 2012. Uma edição limitada do controle com tema de God of War: Ascension está disponível no Reino Unido como parte de um pacote de console para coincidir com o lançamento do jogo e nas Américas como um pacote de jogo e controle. Em 1º de novembro de 2013, a Sony anunciou um novo modelo "Crystal" transparente do controle DualShock 3 no Japão.

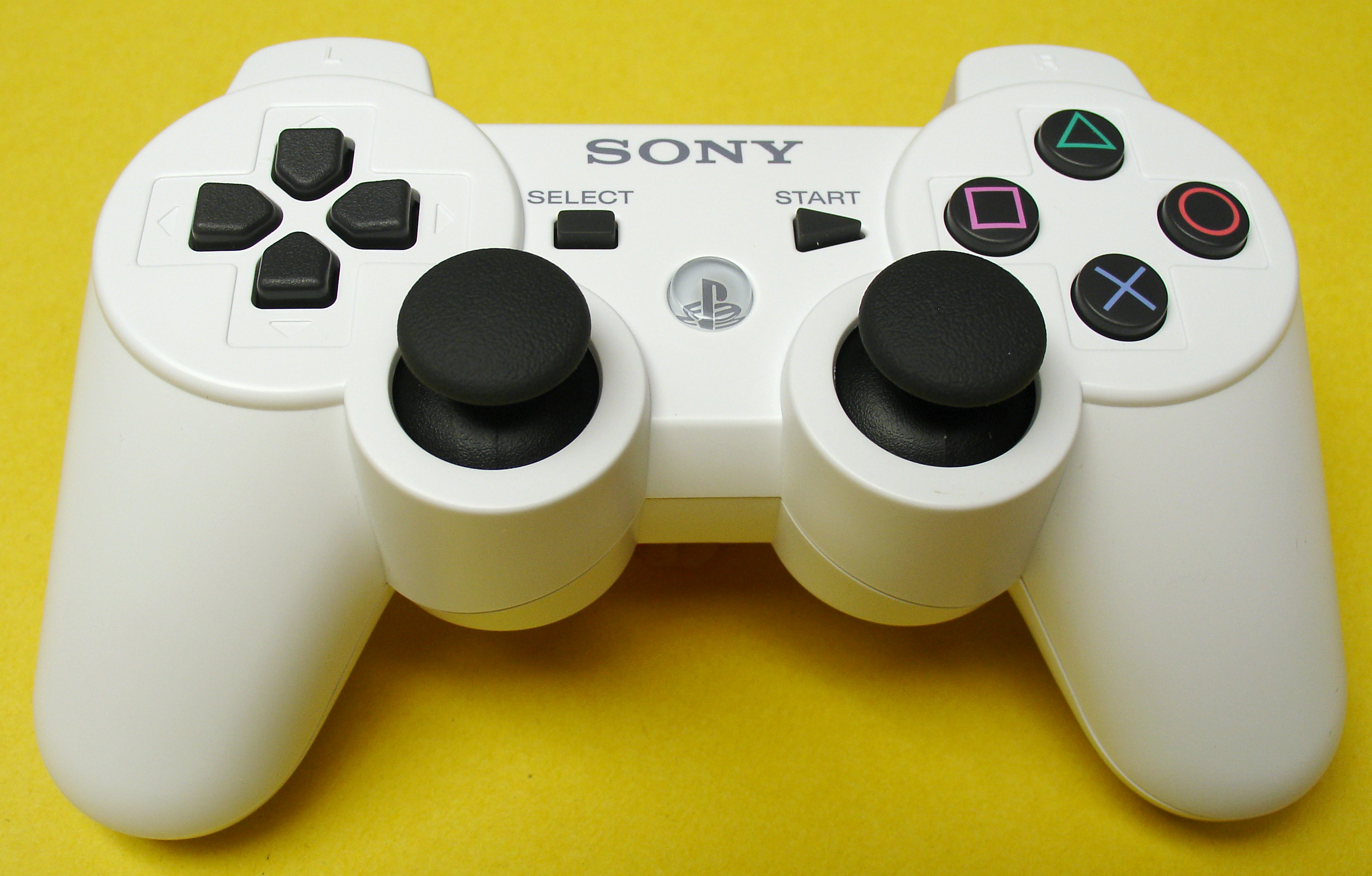
DualShock 3 branco cerâmico

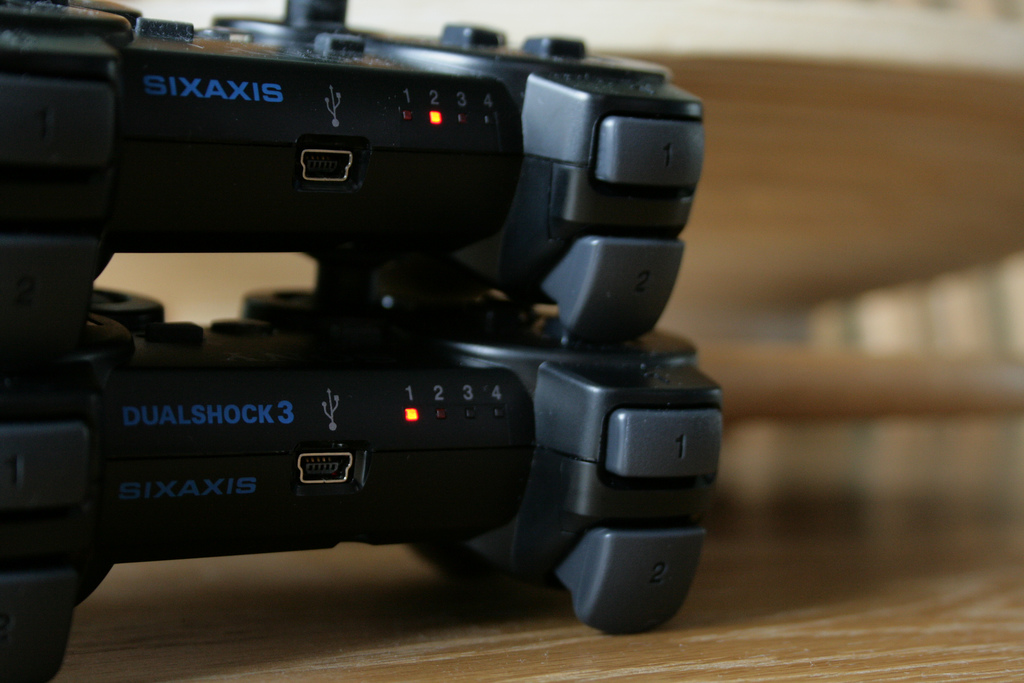
DualShock 3 e Sixaxis

## DualShock 4

Diagrama do controlador DualShock 4 da parte traseira esquerda. Mostra a barra de luz (azul) usada para identificação do jogador, a porta micro USB, o touch pad, os botões SHARE e OPTIONS e os demais controles.

O DualShock 4 (CUH-ZCT1) é o controle do PlayStation 4. Possui vários novos recursos do DualShock 3. Um novo recurso é um touch pad capacitivo de dois pontos embutido na frente do controlador, que pode ser clicado. Isso permite que o touch pad represente vários botões, como demonstrado na versão PS4 de Elite Dangerous, na qual os quatro cantos do touch pad podem ser mapeados para ações clicáveis separadas. O controlador suporta detecção de movimento por meio de um giroscópio de três eixos e acelerômetro de três eixos e vibração. Inclui uma não removível, bateria recarregável de íons de lítio de 3,7 V, 1000 mAh, que pode ser carregada enquanto o sistema está em modo de repouso. Ele pesa 210 g (7,4 onças) e tem dimensões de 162 mm × 52 mm × 98 mm (6,4 pol. × 2,0 pol. × 3,9 pol.).
A parte frontal do controlador possui uma barra de luz contendo três LEDs que, quando acesos em conjunto, fazem com que a barra de luz brilhe em uma variedade de cores. Desenvolvido para PlayStation VR, pode ser usado para identificar jogadores combinando as cores dos personagens que eles controlam em um jogo, ou para fornecer feedback ou imersão aprimorados, alterando padrões ou cores em reação ao jogo.
Um dos primeiros exemplos disso é exibido no jogo Grand Theft Auto V; a barra de luz piscará em vermelho e azul quando o jogador for procurado pela polícia, simulando as luzes piscando de um carro de polícia. A barra de luz também é usada em conjunto com a PlayStation Camera para julgar as posições e movimentos de vários jogadores.
O controlador possui vários conectores de entrada e saída: um conector de fone de ouvido estéreo (conector CTIA TRRS de 3,5 mm), uma porta micro-USB e uma porta de extensão. Pode ser carregado usando o console, usando uma estação de carregamento dedicada ou via microUSB usando um carregador autônomo. Ele também inclui um alto-falante mono, como o Wii Remote, e é o segundo maior controlador na história dos videogames a ter tal recurso.
O DualShock 4 apresenta os seguintes botões: botão PS, botão SHARE, botão OPTIONS, botões direcionais, botões de ação (triângulo, círculo, cruz, quadrado), botões de ombro (R1/L1), gatilhos (R2/L2), botões de clique do stick analógico (L3/R3) e um botão de clique do touch pad. Isso marca várias mudanças em relação ao DualShock 3 e outros controladores de PlayStation anteriores. Os botões START e SELECT foram mesclados em um único botão OPTIONS. Um botão SHARE dedicado permite aos jogadores fazer upload de capturas de tela e vídeos de suas experiências de jogo. Os joysticks e gatilhos foram redesenhados com base na entrada do desenvolvedor, com a superfície estriada dos joysticks agora apresentando um anel externo em torno das tampas da cúpula convexa.
Os botões do DualShock 4 diferem ligeiramente em funcionalidade do DualShock 3. Apenas os gatilhos L2 e R2 são sensíveis à pressão, uma mudança da funcionalidade do DualShock 2 e 3. Isso provavelmente se deve ao fato de que a maioria dos jogos não utilizava esses botões. botões, bem como por não ser usado nos controladores dos concorrentes.
O PlayStation 3 é compatível com o DualShock 4 (originalmente apenas por meio de um cabo microUSB). A atualização de firmware 4.60 para o PS3 adicionou conectividade sem fio; no entanto, as funções de movimento e vibração não são suportadas. Como os botões START e SELECT não estão mais presentes, os botões OPTIONS e SHARE, respectivamente, os substituem.

### Problemas de versão e modificiações
Os controladores DualShock 4 anteriores da Sony (controladores CUH-ZCT1) apresentavam problemas de desgaste com a superfície de borracha em ambos os manípulos analógicos, que exibiam desgaste excessivo ou rasgos após o uso de curto prazo. Em janeiro de 2014, a Sony emitiu uma declaração reconhecendo um problema em 10% dos controladores.
No início de setembro de 2016, a Sony confirmou uma segunda versão dos controladores DualShock 4, conhecida como DualShock Versão 2 (CUH-ZCT2), que apresenta pequenas melhorias em relação ao DualShock 4 original, incluindo comunicação USB, gatilhos e joysticks aprimorados, maior duração da bateria e a capacidade de ver a barra de luz na parte superior do touchpad. Foi lançado em 15 de setembro de 2016.
No controlador de primeira geração, a barra de luz é uma luz de cor brilhante permanentemente iluminada. A poluição luminosa desnecessária e o consumo de bateria levaram a questionamentos sobre se a barra de luz poderia ser desligada pelos usuários. O executivo da Sony, Shuhei Yoshida, inicialmente respondeu negativamente em julho de 2013, embora os desenvolvedores de jogos tenham a opção de desativar a luz no jogo. No início de 2014, a empresa anunciou que uma atualização futura permitiria que a barra de luz fosse esmaecida, que foi entregue em 1.70 em abril de 2014.

### Variações

#### Opções de cores
O DualShock 4 original (CUH-ZCT1) está disponível em Jet Black, Glacier White, Urban Camouflage, Wave Blue (preto no verso), Magma Red (preto no verso), Gold, Silver e Steel Black.
O mais novo DualShock 4 (CUH-ZCT2) foi produzido em Jet Black, Glacier White, Green Camouflage, Blue Camouflage, Red Camouflage, Rose Gold, Electric Purple, Wave Blue (azul atrás), Magma Red (vermelho atrás), Ouro, Prata, Laranja Sunset, Cristal, Cristal Vermelho, Cristal Azul, Preto Aço, Azul Meia-Noite, Cobre Metálico, Verde Alpino e Azul Berry.

#### Gerações de modelo de controlador
Existem várias versões do controlador DualShock 4 disponíveis no mercado. O número do modelo pode ser encontrado na parte de trás do controlador abaixo do texto 'MADE IN CHINA'.
| Modelo   | Versão | Geração | Começo do modelo no. | Fim do modelo no.                                    |
| -------- | ------ | ------- | -------------------- | ---------------------------------------------------- |
| CUH-ZCT1 | Nenhum | 1 ou 2  | 4-472-348-...        | 11F1, 12F1, 31F1, 41F2, 01G, 02G, 03G, 21G           |
| CUH-ZCT1 | Nenhum | 1 ou 2  | 4-539-610-..         | 71F1                                                 |
| CUH-ZCT1 | 1      | 3       | 4-472-348-...        | 13F1, 33F1, 42F2, 51F1, 61F2, 04G, 23G               |
| CUH-ZCT1 | 1      | 3       | 4-473-498-...        | 11F1, 02G, 01G                                       |
| CUH-ZCT1 | 1      | 3       | 4-573-474-...        | 11F1, 21F2, 31F1, 01G                                |
| CUH-ZCT1 | 1      | 3       | 4-539-610-...        | 31F1, 32F1, 02G                                      |
| CUH-ZCT2 | 2      | 4 ou 5  | 4-594-645-...        | 11F1, 21F2, 01G, 31G, 51G, 61F1, 41G, 61G, 02G, 22F2 |
| CUH-ZCT2 | 2      | 4 ou 5  | 4-594-662-...        | 61F1, 22F2, 01G, 02G, 32G, 71F2, 03G                 |
| CUH-ZCT2 | 2      | 4 ou 5  | 4-698-771-...        | 42F1, 23F2, 01G, 32G                                 |
| CUH-ZCT2 | 2      | 4 ou 5  | 4-739-192-...        | 01F1                                                 |

Pacotes de console exclusivos com DualShock 4 incluem a edição do 20º aniversário, Gun Metal, Batman: Arkham Knight, Metal Gear Solid V: The Phantom Pain, Call of Duty: Black Ops III, Uncharted 4: A Thief's End, Star Wars Battlefront, Monster Hunter World, God of War, Gran Turismo Sport, Call of Duty: World War II, The Days of Play, Marvel's Spider-Man, Death Stranding, The Last of Us Part II, e o 500 Million Limited Edition PS4 Pro.

## DualSense
O DualSense (CFI-ZCT1W) é o controle do PlayStation 5 e foi lançado em 7 de abril de 2020. Ele é baseado no controle DualShock 4 que veio antes dele, mas com uma evolução em seu design e recursos influenciados por discussões com designers de jogos e jogadores.
Existem várias diferenças no DualSense que o diferencia dos controladores DualShock anteriores:
- O DualSense suporta háptica vibratória fornecida por atuadores de bobina de voz integrados nas alças da palma e feedback de força para os gatilhos adaptativos fornecidos por dois motores rotativos DC.[57] Os atuadores no punho são capazes de fornecer feedback variado e intuitivo sobre as ações do jogo, por exemplo, em uma tempestade de areia, você pode sentir o vento e a areia, e os motores nos gatilhos adaptativos suportam experiências como desenhar virtualmente um flecha de um arco.
- O DualSense tem um esquema de cores de dois tons (principalmente branco com face preta) e botões de ação monocromáticos, marcando a primeira vez que os botões de ação de um controle padrão do PlayStation não são coloridos, embora os consoles portáteis da Sony, o PlayStation Vita e o PlayStation Portable, ambos tinha botões monocromáticos. Ele incorpora um design mais ergonômico que é visivelmente maior, mais redondo e mais pesado do que o DualShock 4.[58] A barra de luz foi movida da parte superior do controlador para as bordas horizontais do touchpad, com o número do jogador sendo indicado por uma matriz de 5 LEDs abaixo do touchpad. O botão "Share" foi substituído por "Create" com foco expandido na criação de conteúdo para compartilhar com outras pessoas.[59]
- O alto-falante do controlador foi aprimorado, agora fornecendo um som mais claro. O controlador agora também possui uma matriz de microfone duplo, permitindo que os jogadores se comuniquem sem exigir o uso de um fone de ouvido externo. Com a adição de microfones ao controlador, a Sony também introduziu a digitação por voz no PS5.[59][60][61]
- Os gatilhos analógicos agora possuem um mecanismo de feedback de força, permitindo que o controlador forneça níveis variados de resistência ao usuário, dependendo das ações do jogo. Um exemplo fornecido pela Sony é a capacidade de sentir a tensão da corda de um arco quando o usuário puxa o gatilho.[59][62]
- A conectividade inclui um conector de áudio de 3,5 mm, USB-C, que substitui a porta microUSB no DualShock 4 e pinos de cobre para uso com bases de carregamento.[63]
- Sua bateria foi atualizada para uma capacidade nominal mais alta.[59]
- Além disso, a peça de plástico preta que envolve os sticks analógicos pode ser facilmente removida, sem a necessidade de ferramentas.[64]

O DualSense tornou-se objeto de uma ação coletiva devido a um desvio percebido em um dos sticks analógicos, sendo litigado pela mesma empresa que está desafiando a Nintendo por um problema de desvio semelhante em seu Joy-Con para o Nintendo Switch.

### Microtextura
O DualSense tem uma microtextura única. Existem 40.000 símbolos minúsculos (quadrado, triângulo, círculo, cruz) empilhados uns sobre os outros. Vários designs foram desenhados à mão, digitalizados e feitos como protótipos antes que a equipe de design decidisse o design atual. Os símbolos maiores têm meio milímetro de largura. Sean Hollister, para The Verge, escreveu um artigo examinando a microtextura e sua criação:
A empresa decidiu aplicar uma microtextura a toda a parte inferior do controlador DualSense [tornando-o] o gamepad mais fácil de segurar da Sony até agora por causa dos milhares e milhares de minúsculos quadrados, triângulos, círculos e cruzes literalmente na ponta dos seus dedos. ... Esses pequenos símbolos são empilhados uns sobre os outros, projetando-se em três dimensões. Eles não são uma camada única e uniformemente espaçada ... Morisawa, diretor de arte sênior do grupo de design de produtos do Centro de Design da Sony, explica que uma variedade de designs foi feita à mão, digitalizada, simulada, aplicada a protótipos reais de gamepads e testado várias vezes até que as equipes encontrassem o equilíbrio que desejavam: bonito, texturizado o suficiente para ser confortável e antiderrapante, mas não tão áspero que machucaria suas mãos durante uma longa sessão de jogo.
O artigo de Hollister mencionou uma desvantagem da microtextura: "ela pega a sujeira com extrema facilidade e não quer soltar".

## Recepção
O controlador DualShock recebeu um prêmio Emmy por "Desenvolvimento periférico e impacto tecnológico de controladores de videogame" pela Academia Nacional de Artes e Ciências Televisivas em 8 de janeiro de 2007.